# Melissa Villaseñor
Melissa Anne Villaseñor (IPA: ˌviːjəsɪnˈjɔːr, Whittier, Kalifornia, 1987. október 9.) amerikai színésznő, stand-up komikus, vizuális művész és énekesnő. 2016 óta a Saturday Night Live című műsor szereplőgárdájának tagja. Szinkronszínészként is tevékenykedett; szinkronizált az OK K.O.! Legyünk hősök! és a Kalandra fel! egyes epizódjaiban is. Szerepelt továbbá az America's Got Talent hatodik évadának egyik epizódjában is, mint fellépő.

## Élete
A kaliforniai Whittier-ben született és nevelkedett, és a katolikus Ramona Convent Secondary School-ba járt (Alhambra, Kalifornia). Mexikói felmenőkkel rendelkezik. Tizenöt éves korában kezdett stand-upolni a hollywoodi Laugh Factory Comedy Camp klubban.

## Karrierje
Az America's Got Talent című tehetségkutató műsor hatodik évadának egyik versenyzője volt. Rajzfilmekben is szinkronizált, például a Kalandra fel!-ben, a Family Guy-ban és a TripTank-ben. Szerepelt az HBO Crashing című sorozatának második évadában is.
Vizuális művész is, első nagylemeze 2019 októberében jelent meg.
Segített Rob Cantornak elkészíteni a „29 Celebrity Impressions, 1 Original Song” című klipjét, amelyben Britney Spears-et, Christina Aguilerát és Björköt imitálta.
Ő volt a 2021-es 36. Independent Spirit Awards díjátadó gála házigazdája.

### Saturday Night Live
2016. október 1.-jén került be a műsorba, Mikey Day-jel és Alex Moffat-el együtt. Első megjelenésekor Sarah Silvermant imitálta egy jelenetben. Ő a második latin származású fellépő a műsorban Noël Wells után, és az első latin származású fellépő, aki visszatérő státuszt kapott. A műsor negyvennegyedik évadának szereplőgárdájának fontos eleme lett. Korábban is jelentkezett a műsorba (2009-ben), de nem fogadták fel; helyette Nasim Pedrad és Jenny Slate kerültek a műsorba.

## Hírességek hangjának utánzása
Saját magát humoristaként és hangutánzóként írja le. Több híresség hangját is utánozta, például Björkét, Owen Wilsonét, Miley Cyrusét, Gwen Stefani-ét, Jennifer Lopezét, Kristen Wiigét, Christina Aguilera-ét, Britney Spears-ét, Sarah Silverman-ét, Lady Gaga-ét Dolly Partonét.
Miután a műsor tagja lett 2016-ban, több tweetet is törölt Twitteréről, amelyeket egyesek rasszistának tartottak.  A legtöbb tweet 2010-2011 tájáról származik. Sem Melissa, sem a SNL nem nyilatkozott a rasszista tweetekről. Elmondása szerint "csak menő akart lenni", és nem sajnálta, hogy törölte őket. 2018-ban a Weekend Edition Saturday című műsorban azt mondta: "Nekem is vannak hibáim, mint mindenkinek, és igen, biztos akartam lenni abban, hogy tökéletes vagyok."

## További információ
- Hivatalos oldal
- Melissa Villaseñor a Facebookon
- Melissa Villaseñor az Internetes Szinkronadatbázisban (magyarul)
- Melissa Villaseñor az Internet Movie Database-ben (angolul)
- Melissa Villaseñor a Rotten Tomatoeson (angolul)